# Volver a empezar (álbum de Marcelo Hernández)
Volver a empezar es el álbum de estudio del cantante chileno Marcelo Hernández de 2010. Marcó el retorno como solista del cantante (sin los personajes de Cachureos), tras 25 años de ausencia, en la música romántica. 

## Lista de canciones
Todas las canciones escritas y compuestas por Reinaldo Tomás Martinez, excepto donde se indica.
1. «Suavemente La Musica» (Balada) - 4:06
2. «Amor del Bueno» (Ranchera) - 4:01
3. «Es de Noche» (Salsa) - 4:10
4. «Este Amor de los Dos» (Salsa) - 2:38
5. «Te Amare» (Romántica) - 4:05
6. «Por Quererte Tanto» (Balada) - 4:05
7. «El Matador» (Soul) (Cacho Castaña) - 3:14
8. «Te Lo Mereces» (Álvaro Scaramelli) - 4:11
9. «Y Apareciste Tu» (Romántica) (Cacho Castaña)  - 3:29
10. «Me Debes Una» (Ranchera) - 3:28
11. «Aleluya» (Balada) (Leonard Cohen) - 3:27

- Datos: Q30918947